# Cantó de Grassa Nord
El cantó de Grassa Nord és un cantó francès del departament dels Alps Marítims, situat al districte de Grassa. Compta amb part del municipi de Grassa.

## Municipis
- Grassa

## Història
| Data d'elecció                           | Identitat           | Partit | Qualitat |
| ---------------------------------------- | ------------------- | ------ | -------- |
| 1985-1992                                | Henri Richelme      | RPR    |          |
| 1992-1994                                | Hervé de Fontmichel | UDF    |          |
| 1994-1998                                | Claude Leroux       | RPR    |          |
| 1998-2004                                | Thierry Lautard     | PS     |          |
| 2004-2008                                | Jean-Pierre Leleux  | UMP    |          |
| 2008-                                    | Jérôme Viaud        | UMP    |          |
| les dades anteriors no són pas conegudes |                     |        |          |
|                                          |                     |        |          |

| 1962 | 1968 | 1975 | 1982 | 1990 | 1999   | 2006   |
| ---- | ---- | ---- | ---- | ---- | ------ | ------ |
| -    | -    | -    | -    | -    | 23.389 | 26.963 |